# Piper hainanense
Piper hainanense är en pepparväxtart som beskrevs av William Botting Hemsley. Piper hainanense ingår i släktet Piper och familjen pepparväxter. Inga underarter finns listade i Catalogue of Life.